# Code: Selfish
Code: Selfish — пятнадцатый студийный альбом британской рок-группы The Fall, записанный ею с продюсерами Крейгом Леоном и Саймоном Роджерсом в конце 1991 года в Лондоне (Air Studios) и Глазго и выпущенный 9 марта 1992 года записывающей компанией Cog Sinister Records (распространявшей продукцию по каналам Fontana/Phonogram Records). В марте 1992 года альбом Code: Selfish поднялся до #21 в UK Albums Chart.

## История
Выпуску альбома предшествовал Free Range EP, все четыре трека которого вошли в Code: Selfish. Альбом записывался, в основном, в Глазго, в помещении бывшей церкви. Он оказался последним в серии, выпущенной Phonogram Records: после выхода Ed’s Babe EP (1992) действие контракта на выпуск пяти альбомов было приостановлено раньше срока. Как писал Саймон Форд в книге «Hip Priest», в качестве компенсации Phonogram отчасти профинансировал выпуск альбома The Infotainment Scan.
Смит говорил об этой пластинке: «Два последних альбома меня удовлетворили, но мне захотелось сделать что-то потяжелее. Что-нибудь посокрушительнеепотому чтов конечном итоге все сегодня свелось к ритм-машинам, все обмелело… В двух последних альбомах мы стали мелодичнее, и мне захотелось от этого отойти».

## Отзывы критики
Рецензенты отметили, что альбом с одной стороны звучал жёстче и заострённее предшественника, с другой стороны был насыщен элементами музыки техно, инициатором в этом смысле считался Дэйв Буш. Были отмечены и две сравнительно «мягкие» вещи: «Time Enough At Last» и «Gentlemen’s Agreement».
Тед Миллз назвал альбом «недооцененным», в полной мере выдержавшим испытание временем (англ. An album that improves with age), в качестве центрального трека отметив единственный сингл, «Free Range», своего рода «пророческий взгляд Смита на грядущие балканские войны». Рецензент Trouser Press счёл все вещи, кроме тех, что уже выходили до этого на Free Range EP, не заслуживающими внимания — за исключением «The Birmingham School of Business School» (да и то, благодаря, в основном, заголовку). По его мнению, Смит на альбоме звучит сонно, Скэнлон, Хэнди и Уолстенкрофт — механистично.
«В Code Selfish The Fall демонстративно обнажают корни: 'Everything Hurtz' — это Stooges. 'Time Enough', блестящая реминисценция по любым стандартам, — Марк в роли Лу Рида», — писал Иэн Макканн в NME. «После относительно мелодичного Shiftwork 1992 год принёс… 'букет колючей проволоки'», — с таким комментарием Деле Фаделе в NME дал альбому оценку 9/10.
«Худший альбом Fall всегда лучше, чем что угодно от Carter <USM>, но Code Selfish определенно разочаровывает», — написал Дэвид Каванна. Семиминутный трек «Birmingham» рецензент Select назвал «бесцельным», аранжировки, «близкие к индастриал, с тоннами запрограммированных ударных», счёл излишне шумными. Д. Каванна отметил умно сработанный «Free Range», но раскритиковал «Time Enough» и «Just Waiting» («…вялое пожимание плечами и ничего более»). Он заметил, что «…только в середине 'Married Two Kids' Смит наконец заставляет слушателя смеяться», а в «числе проблесков великолепия» назвал «убийственную Everything Hurts». «Альбом наводит на тревожную мысль о том, что Марк Э. Смит перестал сам себе покупать выпивку и живет на угощения», — так завершил свой обзор рецензент.

## Список композиций
1. «The Birmingham School of Business School» (Mark E. Smith, Dave Bush) — 6:45
2. «Free Range» (Smith, Simon Wolstencroft) — 3:58
3. «Return» (Smith, Steve Hanley) — 4:04
4. «Time Enough at Last» (Smith, Craig Scanlon) — 3:48
5. «Everything Hurtz» (Smith, Hanley) — 4:07
6. «Immortality» (Smith, Scanlon) — 4:30
7. «Two-Face!» (Smith, Scanlon) — 6:01
8. «Just Waiting» (Hank Williams) — 4:38
9. «So Called Dangerous» (Smith, Bush, Hanley) — 3:46
10. «Gentlemen’s Agreement» (Smith, Scanlon) — 4:33
11. «Married, 2 Kids» (Smith, Hanley, Scanlon) — 2:45
12. «Crew Filth» (Smith, Wolstencroft) — 5:20

### Комментарии к песням
- The Birmingham School of Business School. Песня о человеке, который выудил деньги из The Fall. Имеет некоторую связь с «Married Two Kids»: по утверждению Смита, парень принялся жульничать лишь после того, как у него родился второй ребёнок[3].
- Free Range. — «Это мои первые мысли о крушении Железного занавеса»[3]. — Марк Э. Смит. «Смит размышляет о падении СССР и берлинской стены, но в конечном итоге возвращается к любимой теме: нацистам»[7]. — Деле Фалеле. NME, 1992.
- Gentleman’s Agreement. Марк Э. Смит рассказывал, что песня — о нарушенном обещании и имеет отношение к сексу. «…Писал её долго: группа подготовила отличную музыкальную часть, но текст у меня все не получался. Песня стала выходить из меня кусочками на протяжении тех двух месяцев, пока мы были в студии»[9]. — Марк Э. Смит, NME, 1992. «Gentleman’s Agreement -

самая красивая песня написанная им за последние пять лет», — утверждала Кэтлин Моран из Melody Maker.
- Married Two Kids. — «Женился, набрал кредитов, больше не имеешь права рисковать… Я видел это на манчестерской сцене: группы делают то, что до них уже делалось, потому что так безопаснее»[3]. — Марк Э. Смит, 1992.

## Участники записи
- Mark E. Smith — вокал, студийные эффекты
- Craig Scanlon — гитара
- Steve Hanley — бас-гитара
- Simon Wolstencroft — ударные, клавишные
- Dave Bush — клавишные
- Craig Leon — клавишные
- Simon Rogers — клавишные
- Cassell Webb — бэк-вокал[1]